# Cătunele
Cătunele is een Roemeense gemeente in het district Gorj.
Cătunele telt 2677 inwoners.